# Octonoba uncinata
Octonoba uncinata är en spindelart som beskrevs av Yoshida 1981. Octonoba uncinata ingår i släktet Octonoba och familjen krusnätsspindlar. Inga underarter finns listade i Catalogue of Life.